# Sensuàl
Sensuàl is een Nederlandse band die in 2003 is opgericht door zangeres Eva Kieboom (die eerder optrad met de band Soelaas) en toetsenist Emiel van Rijthoven.

## Geschiedenis
Rijthoven en Kieboom leerden elkaar kennen op het Utrechts Conservatorium. De muziek van Sensuàl is een mix van samba, pop, dance en jazz. De teksten die Kieboom voor de band schrijft zijn voornamelijk in het Portugees. Ze heeft zich deze taal als autodidact eigen gemaakt en laat haar teksten door een Braziliaanse vriendin controleren.
Hun eerste album Acústico kwam uit in 2004. Sensuàl speelde hierna onder meer op het North Sea Jazz Festival en Festival Mundial en toerde in 2006/2007 met collega Wouter Hamel door de Nederlandse theaters. In 2008 verscheen hun tweede album Salve dat in tegenstelling tot het eerste album uit vrijwel alleen eigen composities bestaat. In oktober 2008 won Sensuàl met dit album een Edison Jazzism Publieksprijs. Hun derde album Trinta verscheen op 1 november 2010.

## Discografie

### Studioalbums
- Acústico (2004, Munich Records)
- Salve (2008, Foreign Media Jazz)
- Trinta (2010, Supertracks Records)